# Blamada rubripronota
Blamada rubripronota is een keversoort uit de familie boktorren (Cerambycidae). De wetenschappelijke naam van de soort is voor het eerst geldig gepubliceerd in 2013 door Lin & Holzschuh.

## Voorkomen
De soort komt voor in Laos (Hua Phan), Vietnam (Vĩnh Phúc) en China (Guangxi).